# Harley Miller
Harley Miller (geb. vor 1942) ist ein US-amerikanischer Szenenbildner, der ein Mal für den Oscar für das beste Szenenbild nominiert wurde.

## Leben
Miller begann seine Laufbahn als Szenenbildner in der Filmwirtschaft Hollywoods bei der romantischen Filmkomödie Mexican Spitfire’s Elephant (1942) von Leslie Goodwins mit Lupe Vélez, Leon Errol und Walter Reed. Im Laufe seiner bis 1957 dauernden Karriere wirkte er bei der Herstellung von annähernd fünfzig Filmen mit.
Bei der Oscarverleihung 1944 wurde er gemeinsam mit Albert S. D’Agostino, Carroll Clark und Darrell Silvera für den Oscar für das beste Szenenbild nominiert, und zwar für den Schwarzweißfilm Flight for Freedom (1943). In dieser von Lothar Mendes inszenierten Filmbiografie über Amelia Earhart spielten Rosalind Russell, Fred MacMurray und Herbert Marshall die Hauptrollen.

## Filmografie (Auswahl)
- 1943: Flight for Freedom
- 1943: The Seventh Victim
- 1944: Ledernacken (Marine Raiders)
- 1944: None But the Lonely Heart
- 1945: Mit den Augen der Liebe (The Enchanted Cottage)
- 1945: Sing Your Way Home
- 1946: Schwester Kenny (Sister Kenny)
- 1947: Tycoon
- 1948: Nur meiner Frau zuliebe (Mr. Blandings Builds His Dream House)
- 1949: Die rote Schlinge (The Big Steal)
- 1949: Das unheimliche Fenster (The Window)
- 1950: Hölle am weißen Turm (The White Tower)
- 1950: Glücksspiel des Lebens (Walk Softly, Stranger)
- 1951: Gangster unter sich (Behave Yourself!)
- 1951: Drei Frauen erobern New York (Two Tickets to Broadway)
- 1951: Doppeltes Dynamit (Double Dynamite)
- 1951: Hard, Fast and Beautiful
- 1953: The Hitch-Hiker
- 1957: Düsenjäger (Jet Pilot)